# Heliobletus contaminatus
Heliobletus contaminatus là một loài chim trong họ Furnariidae.
Chúng được tìm thấy ở Argentina, Brazil, và Paraguay. Môi trường sống tự nhiên của chúng là rừng ẩm vùng đất thấp nhiệt đới hoặc cận nhiệt đới và rừng núi ẩm nhiệt đới hoặc cận nhiệt đới.